# 花蓮大陳新村
花蓮大陳新村是台灣大陳移民在花蓮市的定居點，包括民意里「復興一村」、「復興二村」，被當地居民以「大陳一村」、「大陳二村」稱之，居民來自大陳列島中的上大陳島。
大陳一村最初有1578人居住，為全臺35個大陳村中規模最大、人數最密集的聚落，村民多從事漁業為主；大陳二村則有284人，村民以小型工業為主。:119

## 成立

### 背景
1955年1月18日至19日，中國人民解放軍進攻一江山島，是為一江山島戰役。解放軍佔領一江山島後，大陳諸島失去防衛屏障，於是中華民國國軍與美軍第七艦隊，在1955年2月8日至26日執行金剛計畫，是為大陳島撤退。:58

### 政府政策
中華民國政府為安置將近2萬名大陳島民，於1955年1月28日成立「大陳地區反共義胞來臺輔導委員會」（臺輔會），主要工作為接送島民來臺灣，同年3月5日，大陳列島居民被分配到宜蘭、花蓮等5個縣市，其中，「臺輔會」花蓮分會引導他們暫時居住在花蓮縣各個國校、禮堂作為臨時招待所。分配至居住於花蓮縣之上大陳島居民約有 3000 人。在村子建立之前，「臺輔會」承諾於3個月內興建村子，作為他們在臺灣的永久住所。:79、111
臨時招待所內，「臺輔會」則會設置一生活輔導員，協助他們與外界溝通及適應在臺灣生活語言。:114
政府在分配大陳列島居民至臺灣各地居住時，是以戶、鄰、村為單位，而分配至花蓮縣的居民則來自上大陳島的東昌村、青山村、常山村、建國村及鍾山村五個村落共53鄰、662戶居民。:111-112
1955年4月1日成立「大陳義胞就業輔導委員會」（就輔會），接管大陳新村的建立與大陳島民的就業輔導。:114

### 地點選定
為安置花蓮臨時招待所中的上大陳島居民，花蓮縣政府原計畫將建築12處村子，每村約可容納 240 人。每個村落中包含八棟住宅、一座禮堂及兩座公共廁所，共約65坪，每棟住宅內有六間房間，預定五人為一間，每間約10坪半包含臥房、廚房、浴室等。另興建公共廁所二座。 計劃初期本應將村子分散於花蓮各地，北至新城鄉、南接富里鄉 。考量被分配到花蓮的居民在原鄉多從事水產事業，花蓮縣政府地政科、建設科會同派員勘查， 本預定分配於花蓮各鄉鎮之大陳村，最後擇定於 1955 年 9 月 20 日美崙新市區開工興建。:114:118

### 建物建造
村子的樣貌及房屋的樣式由「就輔會」成立的工程處，配合臺灣省建設廳指配工程人員至各縣分會的工程隊進行技術上的指導。 建材則是由政府統一發配，而政府對於新村建設則是帶著 「自己建造屬於自己的家」的原則，所以多數居民來到臺灣後的第一個工作就是建造自己的房子。:120其房屋形式初建時，可分為甲、乙、丙形式：
1. 甲類：3.63坪（含廚房4.80坪），可住2-3人。
2. 乙類：5.54坪（含廚房6.75坪），可住5-6人。
3. 丙類：8.30坪（含廚房9.52坪），可住7人以上。

居民按家庭人口分配住房類型，政府以居民不需支付房租，同時可向政府申請修繕的形式提供居民居住。:120-122

## 語言與命名
大陳居民大多原先由浙江台州移居至大陳島，因此平時溝通所用的語言為台州話，與台灣社會常使用的閩南語、客語或政府推行的國語並不相同。然而第三代以降的大陳村村人，因為長期生活在台灣，已漸漸不說台州話，而以台灣通行較廣的其他語言溝通。:28:39-40語言與傳統文化連帶影響了大陳島人的命名。男孩多按照輩分取名，並會以季節、排行為孩子取乳名。然而因語言不通，在戶籍登記時，常有因為辦事人員將台州話對小孩的稱呼：「阿囝」、「奶肉」（台州話「肉」發音近似於中文的「玉」），誤以為正名，而有「○奶玉」、「○小奶」等名登記為男性戶籍上的名字，與家族賦予的真名有異。:28:39-40

## 職業
花蓮大陳一村的居民在原鄉與花蓮皆居於海邊，多延續原先的職業，以漁業、務農為主，經政府輔導，提供動力與無動力船舢舨船等漁業補助。而大陳二村的居民則經由就輔會就業計畫，從事小型工業(手工業)。亦有一群大陳青年，成為船公司的船員，跑船維生。然而以上離開村中的工作者多為男性，而過去大陳新村中的婦女鮮少離村，在經濟生產上，多進行家務工作，並以從事家庭手工副業、編漁網、做髮網、穿珠花等增加家庭收入，多延續舊有的工作模式。較年輕者，亦有在小學畢業後至大都會工作發展的選擇。:123-124、195

## 飲食
過去大陳新村中家戶料理多為原鄉浙江溫嶺大陳島的傳統料理，又因大陳島人傳統上以海為生，食用的料理也多為魚類，而較少見到肉類的製品，例如：以金門蟹浸泡鹽水製作，食用時佐以薑末或醋的嗆蟹；以墨魚肉與墨魚內臟製成的墨魚雙、墨魚餅；由鰻魚肉醬加上地瓜粉以酒瓶槌成薄麵皮後，烘乾、切絲，做成炒麵的魚麵。:29-33又因大陳島上土地貧瘠，大陳居民會將生薑曬乾製成薑茶、薑茶麵。
大陳新村因地處花蓮，花蓮海域與上大陳島的環境並不相同，致使食材較難取得，例如：由鰻魚製作成的魚鮝、以及由魚鮝加工成的魚麵。此外，傳統吃食製作費時，加上多數會製作料理之人年事已高，這些日常的料理現今大多在家族團聚、節慶時製作。:120在花蓮市府前路等地也有大陳人所開的餐廳販售這類料理。:29-33

## 衣著服裝
過去在上大陳島的大陳島人的傳統服飾，以中國漢族服裝，男性穿著襟衣、長袍、棉褲等衣物；女性穿著襟衣、長袍等，下著少穿裙子，而以褲裝為主，並在褲裝外穿上三幅圍裙，鞋子穿著纏小腳者專用的繡花鞋，鞋上的刺繡多為自製，能夠展現婦女各自的手藝；配合當地人工作勞動性質，著重實用耐穿，並以白、藍、黑、灰為主要服飾顏色，且多由大陳婦女為家人製作，能從衣物布料選用反映家庭的社會經濟地位；在髮型樣式上，少女留長辮子、已婚婦女則將頭髮盤成雲髻，老太太會加上繡有花紋的包頭巾；飾品上，多以金、銀打製耳環、戒指、手鐲最為普遍。:151-154:37

## 教育
過去的大陳列島在中國對日戰爭結束後才提倡學校教育，因此當地人的教育與觀念，較接近清代時的傳統形式，相對於原本居於臺灣的人民，大陳人的學校教育程度普遍較低。而女子多在家接受裁縫、製鞋、刺繡、料理製作等家政教育，注重手巧，但不讀書識字，觀念保守。少女時期便來到臺灣的女孩，也多僅接受小學教育後便至都會工作。在大陳新村生長的第二代，則因為經濟情形改善，教育程度較高而有更多不同的發展。:54、151

## 文化禮俗

### 宗教信仰
花蓮阮弼真君廟為大陳新村居民的信仰中心，同時也是全臺灣唯一主祀阮弼真君的廟宇，阮弼真君同時也是大陳島居民原鄉的海神信仰。大陳新村阮弼真君祭典於2014年5月28日被指定為文化資產民俗及有關文物。

### 燒庫屋
「燒庫屋」為大陳的原居地，浙江省臨海、黃巖及溫嶺等三縣獨有的喪葬習俗，隨著大陳人遷移到臺灣後，也將此習俗帶來現居地。:135:32-34
關於「燒庫屋」的名稱解釋有兩種說法：一為大陳話發音接近「消坤務」，「消」為「燒」之意，「坤」為睡覺之意，「務」就是房屋。因此，「庫屋」是作為亡者睡覺的房屋。另一種說法則是「庫」為陰間使用，「庫屋」便是人過世後在陰間居住的房屋。簡單來說：「庫屋」是大陳人在生前為死後在陰間生活提前準備的財產，可以燒給自己，也可以燒給祖先。:135:32-34
「庫屋」為家族共同居住，會根據家族的大小，居住者的性別身份，並使用竹子、木材以及紙張等材料，特別訂製庫屋的房間數目與房屋陳設，所以價格並不便宜，對貧窮的大陳島人而言是筆相當高昂的支出。但是，大陳人依然將「庫屋」視為對未來死後生活的寄託，即使省吃儉用也要準備好自己的「庫屋」，後來也因此演變成祝壽之意。:135:32-34

## 當今情形
花蓮的大陳新村，目前因為青年人口外移，長居人口減少。為了花蓮大陳社區文化的推廣與保存，2015年由花蓮市公所於大陳一村設置「大陳故事館」，供民眾參觀。以阮弼真君廟為文化活動的中心，舉辦「大陳文化節」等文化相關活動。